# Pimpi
Pimpi (Piglet) è un personaggio creato da A. A. Milne per la serie letteraria Winnie the Pooh. Nell'edizione italiana dei romanzi è chiamato Porcelletto, mentre Pimpi è il nome usato nella versione Disney. A seguito della traduzione dell'opera di Milne da parte di Boris Zachoder (1960) e alla serie di cartoni animati diretti da Fëdor Chitruk per la Sojuzmul'tfil'm (1969-1972), tutti i personaggi sono diventati molto popolari anche in Unione Sovietica. Pimpi è noto in Russia e nella CSI come Pjatačok.
A Pimpi è stato dedicato un intero film del franchise di Winnie the Pooh, intitolato Pimpi, piccolo grande eroe.

## Caratterizzazione
Pimpi è un maialino (il nome originale Piglet significa porcellino in inglese). È interamente di colore rosa, più scuro nella parte centrale del corpo e più chiaro in viso e sulle braccia. Ha le orecchie più grandi rispetto alla grandezza della sua testa.
Molto dolce e sensibile, ha come migliore amico l'orsetto Winnie the Pooh, con cui gioca spesso all'aperto.
Pimpi è molto ansioso ed abitudinario, ma soprattutto è molto pauroso e tende a spaventarsi molto facilmente; in tali occasioni è solito rifugiarsi sotto il suo letto. Pimpi vive da solo in un albero di ghiande all'interno del Bosco dei Cento Acri. È generoso con gli altri, ama dare una mano ai propri amici quando ne ha l'occasione (anche se spesso si sente inutile nei loro confronti a causa delle sue piccole dimensioni) ed è partecipe quando si tratta di aiutare qualcuno, cercando sempre di far valere le proprie opinioni e di dimostrare di essere più coraggioso di quanto sembri; per esempio ha preso parte alla spedizione per ritrovare Christopher Robin (in Winnie the Pooh alla ricerca di Christopher Robin), a quella per catturare l'efelante (in Winnie the Pooh e gli Efelanti) e a quella per catturare il presunto mostro Appresto (in Winnie the Pooh - Nuove avventure nel Bosco dei 100 Acri).

## Controversie
In alcuni paesi islamici la presenza di un maiale ha causato la censura del cartone animato da parte della televisione pubblica, per non urtare la sensibilità dei musulmani, la cui religione considera il maiale un animale «impuro».

## Filmografia
Film d'animazione:
- Le avventure di Winnie the Pooh (1977)
- Winnie the Pooh alla ricerca di Christopher Robin (1997)
- Winnie the Pooh: Tempo di regali (1999)
- T come Tigro... e tutti gli amici di Winnie the Pooh (2000)
- Buon anno con Winnie the Pooh (2002)
- Pimpi, piccolo grande eroe (2003)
- Winnie the Pooh: Ro e la magia della primavera (2004)
- Winnie the Pooh e gli Efelanti (2005)
- Il primo Halloween da Efelante (2005)
- Winnie the Pooh - Nuove avventure nel Bosco dei 100 Acri (2011).                    
Film live action: 
  - Vi presento Christopher Robin ( Goodbye Christopher Robin), regia di Simon Curtis
  - Ritorno al Bosco dei 100 Acri (Christopher Robin), regia di Marc Forster (2018)
  - Winnie-the-Pooh - Sangue e miele, regia di Rhys Frake-Waterfield (2023)
  - Winnie-the-Pooh - Tutto sangue e niente miele, regia di Rhys Frake-Waterfield (2024)                            
Televisione: 
    - Le nuove avventure di Winnie the Pooh (1988-1991)
    - Il libro di Pooh (2001-2003)
    - I miei amici Tigro e Pooh (2007-2010)
    - Dottoressa Peluche (2012-2020)
    - Gioca con Winnie The Pooh (2023)
    - Io e Winnie The Pooh ( 2023)
    - Live action: 
      - Le grandi fiabe (1958-1961), serie televisiva antologica basata su diversi racconti e romanzi, presentata da Shirley Temple ( che ha interpretato Christopher Robin nell'episodio).
      - Welcome to Pooh Corner (1983-1986), serie televisiva statunitense in live action, andata in onda su Disney Channel e successivo adattamento in francese Les Aventures de Winnie l'ourson (1985-1988), andato in onda all'interno della trasmissione Le Disney Channel su France 3.